# Željko Mataja
Željko Mataja (Vukovar, 28. veljače 1934. – Zagreb, 22. studenoga 2021.) bio je hrvatski kolumnist, visoki državni i lokalni dužnosnik, športski djelatnik.

## Životopis
Željko Mataja rođen je u Vukovaru, 28. veljače 1934. gdje je kao istaknuti gimnazijalac završio srednju školu. Po zanimanju bio je profesor TZK, a diplomirao je na Visokoj Školi za Fizičku Kulturu u Beogradu. Svojim stručnim radom i djelovanjem uvelike je doprinosio športu u Republici Hrvatskoj, a osim kao autor i predavač uspješan je kolumnist.

### Karijera
Svoju karijeru započeo je u Trgovačkom školskom centru „J. Lović“ u Beogradu 1961. kao profesor tjelesne i zdravstvene kulture. Nedugo potom bio je stručni savjetnik Fizičke kulture Srbije u Beogradu, a od 1974. do 1991. stručni savjetnik u Savezu fizičke kulture Zagreba. Kasnije djelovao je i kao istaknuti stručni savjetnik u Zagrebačkom športskom savezu. 
Kao stručni savjetnik obnašao je i dužnost šefa Kabineta predsjednika Gradske skupštine Grada Zagreba. U razdoblju od 1997. do 2000. savjetnik je u Gradskom uredu za obrazovanje i šport, do mirovine, a od 2005. do 2010. djelovao je i kao posebni savjetnik za šport Predsjednika Republike Hrvatske.
Bio je aktivan sudionik brojnih stručnih i znanstvenih skupova s prilozima u zbornicima, kolumnist u Slobodnoj Dalmaciji i Jutarnjem listu, a objavio je i brojne članke u Vjesnikovoj rubrici Stajališta, te brojnim stručnim časopisima.
Umro je u Zagrebu 2021. godine.

## Nagrade
- Trofej fizičke kulture SFF Zagreba
- Nagrada Zbora sportskih novinara Hrvatske za publicistiku – Priznanje za izdavaštvo (2003.)
- Godišnja Nagrada „Franjo Bučar“ (1998.)
- Odličje Reda Danice Hrvatske s likom „Franje Bučara“ (2003.)
- Državna nagrada „Franjo Bučar“ za životno djelo (2008.)

## Djela
- Uvod u sportski trening, Matica Hrvatske, 1980.
- Uvod u sportski trening, (s napomenama uz drugo izdanje), Sportska Tribina, 1986.
- Život za sport i od sporta, Matica Hrvatske, 2003.